# 松魂塾
松魂塾（しょうこんじゅく）は、東京都新宿区に本拠を置く日本の政治結社。

## 概要
1978年（昭和53年）に結成された。
指定暴力団・極東会系団体で、松魂塾の最高顧問でもある極東会五代目会長・松山眞一（本名 曹圭化） の「松」の1文字を採って命名された。
初代塾頭は樫山顕彰、二代目は直 隆志である。
主な収入源を新宿歌舞伎町の飲食店やカジノからの『みかじめ料』の徴収、金融業等の経営から得ている。
右翼団体を傘下に収め、日本国憲法の改正や金融緩和政策への異議申し立てのために、銃の発砲事件や立て篭もり事件などの暴力的政治活動も生じており、公安当局も警戒している。